# 李國楨
李國楨（？—？），中華民國政治人物，中國國民黨籍，曾任南投縣縣長。
李國楨畢業於日本早稻田大學法學部。中華民國接收台灣後，李國楨出任台中縣大屯區區長，南投縣設縣後，轉任縣政府自治指導員、民政局長。並當選第一屆南投縣民選縣長，1954年連任。

## 奉命不上訴事件
1955年，臺灣省政府決定由臺北疏遷至南投屬營盤口一帶。李國楨為配合省府疏遷事務，成立「協助省府疏遷委員會」，李氏出任主任委員。1956年2月，省府播款南投縣政府疏遷工程費251萬餘元，地政科長何西蹴存入銀行升息，取得利息一萬一千八十元，何西蹴與李國楨。為此遭檢舉觸犯圖利罪。何西蹴並假藉農民活動，請求縣長批准變更地目，收紅包一萬二千元，送李國楨三千五百元。何西蹴並在疏遷費中，挪用五萬元，經查獲後移送臺中地檢處偵辦。
1958年，台灣台中地檢處檢察官黃向堅偵辦後起訴，然而法院判決李國楨涉嫌貪污案件被判無罪。黃向堅打算再上訴，竟遭到台中地方法院首席檢察官延憲諒退回，延憲諒更在5月29日批示「奉令不上訴（五、廿九）」，經媒體批露後引起全臺軒然大波。
1964年4月20日，經臺中高分院二審判決，李國楨判刑六個月，何西蹴處刑一年。

## 經歷
- 台灣新報社記者
- 大屯區區長
- 南投縣縣長

## 外部連結
| 中華民國政府職務 | 中華民國政府職務                                 | 中華民國政府職務 |
| ---------------- | ------------------------------------------------ | ---------------- |
| 南投縣政府       |                                                  |                  |
| 首任             | 南投縣縣長 第一、二屆 1951年6月1日－1957年6月2日 | 繼任： 洪樵榕    |